# Phandaj Khuhakaew
Phandaj Khuhakaew (thailändisch พันดัจ คูหแก้ว; * 27. April 1999) ist ein thailändischer Eishockeyspieler der seit 2023 für Hertz in der Siam Hockey League spielt.

## Karriere
Phandaj Khuhakaew spielt seit 2023 für Hertz in der Siam Hockey League.

### International
Khuhakaew spielte beim IIHF Challenge Cup of Asia 2017 erstmals für Thailand und belegte dort den dritten Platz. Auch 2018, als der zweite Platz errungen wurde und er zum besten Spieler seiner Mannschaft gewählt wurde, nahm er am Challenge Cup teil. 2019 folgten dann die Teilnahme und der Sieg beim IIHF U20 Challenge Cup of Asia 2019 der Division I, als er zum wertvollsten Spieler des Turniers gewählt wurde. Zudem nahm er an den Südostasienspielen 2017, als die Silbermedaille gewonnen wurde, und 2019, als der Titel gewonnen wurde, teil.
Im Weltmeisterschaftssystem der IIHF nahm er erstmals an der Qualifikation zur Division III 2019 teil. Es folgten die Teilnahmen an den Turnieren der Division III 2022, 2023 und 2024, als der Aufstieg in die Division II gelang. Zudem spielte er bei den Qualifikationsturnieren für die Olympischen Winterspiele in Peking 2022 und in Mailand 2026.

## Erfolge und Auszeichnungen
- 2017 Bronzemedaille beim IIHF Challenge Cup of Asia
- 2017 Silbermedaille bei den Südostasienspielen
- 2018 Silbermedaille beim IIHF Challenge Cup of Asia
- 2019 Wertvollster Spieler beim IIHF U20 Challenge Cup of Asia der Division I
- 2019 Goldmedaille  bei den Südostasienspielen
- 2022 Aufstieg in die Division III, Gruppe A, bei der Weltmeisterschaft der Division III, Gruppe B
- 2024 Aufstieg in die Division II, Gruppe B, bei der Weltmeisterschaft der Division III, Gruppe A